# Віртуальний роман
«Віртуальний роман» — кінофільм режисера Романа Нестеренко, що вийшов на екрани в 2006 році.

## Зміст
Одного разу, 31 грудня, самотня красива Саша, мама шестирічного хлопчика Їжачка розуміє, що саме сьогодні доведеться прийняти дуже важливе рішення, яке може змінити її долю. Але як їй на цьому зосередитися, якщо з першої хвилини пробудження Доля підносить сюрприз за сюрпризом. Спочатку Саша дізнається, що багатий і нахабний сусід зверху має намір викупити її квартиру. Племінники-підлітки, що приїхали погостювати, перевертають її будинок догори дном. Чоловік сусідки - подружки того й гляди підірве всіх гранатою. Зі стелі летять шматки штукатурки - ненависний сусід вже третій місяць робить ремонт. І навіть рідна мати не розуміє бідну Сашу. Мало того, племінники вторгаються в особисте листування улюбленої тіточки з невідомим віртуальним співрозмовником і влаштовують їй побачення наосліп. І Саші не залишається іншого виходу, як змиритися з запропонованими обставинами.

## Ролі
| Актор               | Роль                                     |
| ------------------- | ---------------------------------------- |
| Наталія Рогожкіна   | Олександра                               |
| Дмитро Данілін      | Їжачок (Артем), син Олександри           |
| В'ячеслав Гришечкін | Паша, бригадир                           |
| Грегорі-Саїд Багов  | Андрій Астахов                           |
| Дмитро Пєвцов       | незнайомець                              |
| Тетяна Васильєва    | Алла Костянтинівна, мама Олександри      |
| Віра Воронкова      | Іра                                      |
| Дмитро Назаров      | дядько Слава                             |
| Сергій Ярмолюк      | Макєєв, лейтенант                        |
| Ксенія Ентеліс      | Люба                                     |
| Ольга Волкова       | Інеса Сигізмундівна, сусідка по під'їзду |
| Іван Макаревич      | Коля, племінник Олександри               |
| Михайло Владимиров  | Жора                                     |
| Катерина Лапіна     | Лариса, агент з нерухомості              |
| Владислав Вєтров    | Вітьок                                   |
| Єлизавета Кімвалова | Оля, племінниця Олександри               |
| Дмитро Антімонов    | Герман                                   |
| Сергій Фішер        | Мудрик                                   |

## Знімальна група
- Режисер — Роман Нестеренко
- Сценарист — Роман Нестеренко, Валерія Байкеева, Тетяна Мірошник
- Продюсер — Юрій Бобров
- Композитор — Олег Коваленко

| Фільми | Це незавершена стаття про кінофільм. Ви можете допомогти проєкту, виправивши або дописавши її. |